# Ley de derechos y garantías de la dignidad de la persona en el proceso de la muerte
La Ley de derechos y garantías de la dignidad de la persona en el proceso de la muerte de Andalucía es una ley vigente en la Comunidad Autónoma de Andalucía (España), promulgada el 8 de marzo de 2010 una vez aprobada por el Parlamento de Andalucía el 18 de febrero de 2010.
Con carácter previo, el anteproyecto de ley fue sometido al pleno del Consejo Consultivo de Andalucía que elaboró el dictamen (favorable, con numerosas observaciones )número 236/2009, de dos de abril, del que fueron ponentes Carmen Sáez Lara y Jesús García Calderón.

## Contenido básico de la ley de muerte digna andaluza
La ley regula el ejercicio de los derechos del paciente durante la última etapa de la vida para asegurar su autonomía y el respeto a su voluntad, así como los deberes de los profesionales encargados de la atención y las funciones de las instituciones y centros sanitarios. Se trata de la primera ley sobre muerte digna aprobada en España.
La ley establece derechos y garantías jurídicas para los pacientes y los profesionales en la buena praxis médica ante el final de la vida. Explicita que el paciente puede rechazar tratamientos médicos -aspecto ya recogido en la Ley nacional de Autonomía del Paciente de 2002. No regula la eutanasia, ni el suicidio asistido, recogidos como delitos en el Código Penal Español.

## Aplicación de la Ley 2/2010 de muerte digna de Andalucía
La aplicación de la ley 2/2010 de muerte digna de Andalucía ha sido de aplicación desde su aprobación y de forma destacada en algunos casos como los siguientes: 
- El 23 de agosto el hospital concertado andaluz Blanca Paloma de Huelva es obligado por primera vez a quitar la sonda nasogástrica de alimentación a una enferma.[2][3]